# Philipp Wilbrand
Philipp Wilbrand (* 11. April 2003) ist ein deutscher Floorballspieler, der bei den ETV Piranhhas unter Vertrag steht.

## Karriere
Seine Karriere begann Philipp Wilbrand in den Jugendmannschaften der ETV Piranhhas. Wilbrand spielte für die U17-Nordauswahl. Im Jahr 2019 rückte er in den Kader der deutschen U19-Nationalmannschaft und debütierte in der Floorball-Bundesliga. Zur Saison 2021/22 wechselte Wilbrand nach Zürich in die U21-Mannschaft des GC Unihockey. Für die Jugendmannschaft des NLA-Vereins erzielte Wilbrand von 2021 bis 2024 in 65 Spielen 23 Tore und gab 17 Vorlagen. Zur Winterpause der Saison 2023/24 wechselte Wilbrand zurück zu den ETV Piranhhas. Philipp Wilbrand ist im aktuellen Kader der deutschen Floorball-Nationalmannschaft.